# BK VTJ Dukla Praha
BK VTJ Dukla Praha, dříve též jako VTJ Dukla Dejvice, byl český vojenský basketbalový klub, který sídlil v pražských Dejvicích. Původním armádním klubem v Dejvicích byl tým ÚDA Praha, který byl zrušen v roce 1956. Plno hráčů přešlo do civilního klubu Slovanu Orbis Praha, kde hned v následující sezóně vybojovali mistrovský titul. Basketbalový oddíl Dukly byl obnoven v roce 1959, ve stejném roce se okamžitě zúčastnil nejvyšší basketbalové soutěže. V premiérové sezóně (trenérem byl Dmitrij Ozarčuk) skončila Dukla na 9. místě, když jejím nejlepším hráčem a střelcem byl reprezentant Boris Lukášik. V sezónách 1960/61 a 1963/64 skončila na 12. místě ze 14 účastníků. V ostatních letech Dukla Dejvice startovala v československé 2. lize. V roce 1994 proběhla v Armádě České republiky transformace výkonnostního sportu s čímž začal i následný úpadek ekonomické stránky oddílu. Zánik přišel v roce 2005 po sestupu ze třetí nejvyšší soutěže.
Nejznámějším hráčem Dukly v prvoligové éře byl Václav Klaus, budoucí prezident České republiky v letech 2003–2013. Za Duklu působil v sestupové sezóně 1963/64, kde si tehdy odehrával svoji povinnou vojenskou službu.

## Umístění v jednotlivých sezonách
Stručný přehled
Zdroj: 
- 1959–1961: 1. liga (1. ligová úroveň v Československu)
- 1963–1964: 1. liga (1. ligová úroveň v Československu)
- 2003–2004: 2. liga (2. ligová úroveň v České republice)
- 2004–2005: 3. liga – sk. A (3. ligová úroveň v České republice)

Jednotlivé ročníky
Zdroj: 
Legenda: ZČ - základní část, červené podbarvení - sestup, zelené podbarvení - postup, fialové podbarvení - reorganizace, změna skupiny či soutěže
| Československo (1959 – 1993) |                 |           |           |                                       |                                      |
| Sezóny                       | Soutěž          | Úroveň    | ZČ        | Play-off, nadstavba, sk. o udržení... | Poznámky                             |
| 1959/60                      | 1. liga         | 1. úroveň | 9. místo  |                                       |                                      |
| 1960/61                      | 1. liga         | 1. úroveň | 12. místo |                                       | Sestup                               |
| ...                          |                 |           |           |                                       |                                      |
| 1963/64                      | 1. liga         | 1. úroveň | 12. místo |                                       | Sestup                               |
| ...                          |                 |           |           |                                       |                                      |
| Česko (1993 – 2005)          |                 |           |           |                                       |                                      |
| Sezóny                       | Soutěž          | Úroveň    | ZČ        | Play-off, nadstavba, sk. o udržení... | Poznámky                             |
| ...                          |                 |           |           |                                       |                                      |
| 2003/04                      | 2. liga         | 2. úroveň | 4. místo  | Semifinále                            | Prodej licence do Jindřichova Hradce |
| 2004/05                      | 3. liga – sk. A | 3. úroveň | 12. místo |                                       | Sestup                               |